# Rouwvliegenvanger
De rouwvliegenvanger (Artomyias fuliginosa, synoniem: Bradornis fuliginosus en Muscicapa infuscata) is een zangvogel uit de familie Muscicapidae (vliegenvangers).

## Verspreiding en leefgebied
Deze soort komt voor in centraal Afrika en telt twee ondersoorten:
- A. f. fuliginosa: van zuidelijk Nigeria tot centraal Congo-Kinshasa en Angola.
- A. f. minuscula: oostelijk Congo-Kinshasa en Oeganda.

## Status
De grootte van de populatie is niet gekwantificeerd maar de soort wordt omschreven als schaars tot zeer algemeen. Op de Rode lijst van de IUCN heeft deze soort de status niet bedreigd.